# Red Norvo
Kenneth Norville (Beardstown, 31 de març de 1908 - Santa Mónica, 6 d'abril de 1999), Red Norvo, vibrafonista, xilofonista i director estatunidenc de jazz.
Conegut com a Mr. Swing (juntament amb la seua dona Mildred Bailey, coneguda així mateix com Mrs. Swing), fou una de les grans figures de l'època del swing tocant el xilòfon; en 1943 va començar a tocar el vibràfon i, encara que no va arribar les cotes de popularitat d'altres mestres com Lionel Hampton, la seua presència en el món del jazz va ser constant tant com músic com líder de menudes orquestres.

## Ressenya biogràfica
Va començar tocant la marimba quan tenia 14 anys però es va canviar prompte al xilòfon. Figura popular en l'àmbit del vodevil a la fi dels anys vint com ballarí, Norvo es va unir a l'orquestra de Paul Whiteman al començament dels anys trenta (on va conèixer i es va casar amb Mildred Bailey). Va gravar temes molt reeixits que li van conferir fama de virtuós i imaginatiu; en dos d'ells ("Balle of the Octopus" i "In a Mist") va tenir d'acompanyant al clarinet baix de Benny Goodman.
Va liderar després la seua pròpia orquestra entre 1936 i 1944, amb els arranjaments d'Eddie Sauter. En 1944, Norvo, tocant ja el vibràfon, va dissoldre la seua banda i es va unir al sextet de Benny Goodman, aproximant-se després al bop: va tocar amb Charlie Parker i Dizzy Gillespie en 1945, va treballar en un dels primers grups de Woody Herman i va gravar amb Stan Hasselgard en 1948. Al començament dels cinquanta, Norvo va formar un trio amb el guitarrista Tal Farlow (i, més tard, Jimmy Raney) i el baix Charles Mingus (després Red Mitchell).
Al llarg de la dècada, va liderar diversos grups i va col·laborar també amb Benny Goodman. En els seixanta, Norvo es va haver d'adaptar després d'una seriosa operació en l'oïda. Va treballar amb els All-Stars a la fi de la dècada, i des de mitjans dels setanta a mitjans dels vuitanta va estar molt actiu a través de diversos enregistraments. No obstant això, la seva oïda li va tornar a donar problemes i un atac al cor li va deixar impossibilitat per a l'activitat musical.

## Selecció discogràfica
1945: Fabulous Jam Session (Stash)
1945: Fabulous Jazz Session (Dial)
1950: Red Norvo Trio with Tal Farlow and Charles Mingus at the Savoy [directe] (Savoy)
1953: The Red Norvo Trios (Prestige)
1954: Just a Mood (Bluebird)
1958: Red Plays the Blues (RCA)